# Marchese
Marchese – amerykański zespół i konstruktor wyścigowy, założony przez braci Carla i Tudy'ego Marchese. Kilkakrotnie uczestniczył w wyścigach Indianapolis 500.

## Historia
W latach 20. bracia Marchese byli właścicielami warsztatu samochodowego w Milwaukee. Dzięki dobremu wyposażeniu warsztatu tworzyli oni wyścigowe wersje Fordów T, w tym wersje Speedster oraz Rajo. W 1929 wystawili Millera 91 dla Carla w Indianapolis 500; był to jego jedyny start w Indianapolis. Bracia Marchese wprowadzili w swoim warsztacie szereg innowacji dotyczących między innymi wałów korbowych czy konstrukcji nadwozia. W 1938 roku zbudowali pierwszy własny samochód na Indianapolis 500. Napędzany silnikiem Miller R8 samochód miał dwie chłodnice rozmieszczone w sekcjach bocznych. W ten sposób bracia Marchese chcieli uzyskać opływowy nos i przewagę aerodynamiczną. Kierowca Harry McQuinn zajął siódme miejsce. W 1940 roku sponsorem zespołu została firma Leader Card. Silnik był wówczas doładowany. Tony Willman i Harry McQuinn nie zdołali jednak się zakwalifikować. Rok później kierowcą zespołu, nadal sponsorowanego przez Leader Card, był Paul Russo. Zajął on dziewiąte miejsce. W pierwszym wyścigu po II wojnie światowej – w 1946 roku – samochód Marchese nadal stosował ośmiocylindrowe jednostki Miller, ale miał lekko zmodyfikowane nadwozie. Tony Bettenhausen, mimo że zakwalifikował się do wyścigu, to nie wystartował w nim.
W 1947 roku bracia Marchese zamówili silnik Offenhauser, zastępując przestarzałą jednostkę Miller. Z sekcji bocznych usunięto chłodnice i model zyskał bardziej tradycyjny wygląd. Mimo tych ulepszeń Myron Fohr nie zdołał się w 1948 roku zakwalifikować. Jednakże w mistrzostwach AAA bracia Marchese z dwoma zwycięstwami wygrali klasyfikację właścicieli, podczas gdy Fohr został wicemistrzem. W Indianapolis 500 1949 Fohr zajął w wyścigu czwarte miejsce. W mistrzostwach AAA Fohr ponownie był drugi. W Indianapolis 500 w 1950 roku zespół braci Marchese był sponsorowany przez Bardahl. Nadal startujący w zespole Fohr zakwalifikował się na szesnastym miejscu, a finiszował jako jedenasty. W roku 1951 sponsorem nadal był Bardahl, ale nowym kierowcą był Chuck Stevenson z Fresno. Stevenson nie ukończył wyścigu, kiedy jego samochód zapalił się na 93 okrążeniu. W następnym wyścigu – 100 mil Syrakuz – samochód brał udział w poważnej kolizji. Stevenson wyszedł bez szwanku, ale samochód nie został odbudowany.

## Wyniki
| Legenda oznaczeń w tabelach wyników Wyświetl szablon na nowej stronie | Legenda oznaczeń w tabelach wyników Wyświetl szablon na nowej stronie                                                                     |
| Oznaczenie                                                            | Wyjaśnienie |
| --------------------------------------------------------------------- | --- |
| Złoty                                                                 | Zwycięzca lub mistrzostwo |
| Srebrny                                                               | 2. miejsce lub wicemistrzostwo |
| Brązowy                                                               | 3. miejsce lub II wicemistrzostwo |
| Zielony                                                               | Ukończył, punktował (w klasyfikacji generalnej, gdy zdobył co najmniej jeden punkt na przestrzeni sezonu, poza trzema powyższymi opcjami) |
| Niebieski                                                             | Ukończył, nie punktował (w klasyfikacji generalnej, gdy nie zdobył co najmniej jednego punktu na przestrzeni sezonu)                      |
| Czerwony                                                              | Nie zakwalifikował się (NZ) |
| Czerwony                                                              | Nie prekwalifikował się (NPK) |
| Różowy                                                                | Nie ukończył (NU) |
| Różowy                                                                | Niesklasyfikowany (NS) (w klasyfikacji generalnej, gdy nie został sklasyfikowany w żadnym wyścigu sezonu)                                 |
| Czarny                                                                | Zdyskwalifikowany (DK) |
| Czarny                                                                | Wykluczony (WYK/EX) |
| Biały                                                                 | Nie wystartował (NW) |
| Biały                                                                 | Kontuzjowany (K/INJ) |
| Biały                                                                 | Wyścig odwołany (OD/C) |
| Bez koloru                                                            | Został wycofany (WYC/WD) |
| Bez koloru                                                            | Nie przybył (NP/DNA) |
| Bez koloru                                                            | Nie brał udziału w treningach (NT/DNP) |
| Bez koloru                                                            | Nie został zgłoszony (–) |
| Pogrubienie                                                           | Start z pole position |
| Kursywa                                                               | Najszybsze okrążenie wyścigu |
| †                                                                     | Nie ukończył, ale jego rezultat został zaliczony ze względu na przejechanie więcej niż 90% dystansu wyścigu.                              |
| *                                                                     | Sezon w trakcie |
| 1/2/3                                                                 | Punktowana pozycja w sprincie kwalifikacyjnym                                                                                             |
| Lista systemów punktacji Formuły 1                                    | |

### Indianapolis 500
| Rok  | Kierowca          | Nr | Kwal. | Wynik | Okr. | Lider | Uwagi       | Źródło |
| ---- | ----------------- | -- | ----- | ----- | ---- | ----- | ----------- | ------ |
| 1938 | Harry McQuinn     | 45 | 25    | 7     | 197  | 0     |             | [ 1 ]  |
| 1939 | ?                 |    | NZ    |       |      |       |             | [ 2 ]  |
| 1940 | Tony Willman      | 45 | NZ    |       |      |       |             | [ 3 ]  |
| 1940 | Harry McQuinn     | 45 | NZ    |       |      |       |             | [ 3 ]  |
| 1941 | Paul Russo        | 45 | 18    | 9     | 200  | 0     |             | [ 4 ]  |
| 1946 | Tony Bettenhausen | 27 |       |       |      |       | wycofał się | [ 5 ]  |
| 1948 | Myron Fohr        | 32 | NZ    |       |      |       |             | [ 6 ]  |
| 1949 | Myron Fohr        | 2  | 13    | 4     | 200  | 0     |             | [ 7 ]  |
| 1950 | Myron Fohr        | 2  | 16    | 11    | 133  | 0     |             | [ 8 ]  |
| 1951 | Chuck Stevenson   | 8  | 19    | 20    | 93   | 0     | pożar       | [ 9 ]  |

### Formuła 1
W latach 1950–1960 wyścig Indianapolis 500 był eliminacją Mistrzostw Świata Formuły 1.
| Sezon | Zespół                | Samochód                    | Silnik      | Kierowcy        | Wyniki w poszczególnych eliminacjach | Wyniki w poszczególnych eliminacjach | Wyniki w poszczególnych eliminacjach | Wyniki w poszczególnych eliminacjach | Wyniki w poszczególnych eliminacjach | Wyniki w poszczególnych eliminacjach | Wyniki w poszczególnych eliminacjach | Wyniki w poszczególnych eliminacjach | Wyniki kierowców | Wyniki kierowców | Wyniki konstruktora | Wyniki konstruktora |
| 1950  |                       |                             |             |                 | Wielka Brytania                      | Monako                               | Stany Zjednoczone                    | Szwajcaria                           | Belgia                               | Francja                              | Włochy                               |                                      | Pkt.             | Msc.             | Pkt.                | Msc.                |
| ----- | --------------------- | --------------------------- | ----------- | --------------- | ------------------------------------ | ------------------------------------ | ------------------------------------ | ------------------------------------ | ------------------------------------ | ------------------------------------ | ------------------------------------ | ------------------------------------ | ---------------- | ---------------- | ------------------- | ------------------- |
| 1950  | Bardahl/Carl Marchese | Marchese Championship Racer | Offenhauser | Myron Fohr      | -                                    | -                                    | 11                                   | -                                    | -                                    | -                                    | -                                    |                                      | 0                | 42               | –                   | –                   |
| 1951  |                       |                             |             |                 | Szwajcaria                           | Stany Zjednoczone                    | Belgia                               | Francja                              | Wielka Brytania                      | Niemcy                               | Włochy                               |                                      | Pkt.             | Msc.             | Pkt.                | Msc.                |
| 1951  | Bardahl/Carl Marchese | Marchese Championship Racer | Offenhauser | Chuck Stevenson | -                                    | NU                                   | -                                    | -                                    | -                                    | -                                    | -                                    | -                                    | 0                | NS               | –                   | –                   |